# Чувилине
Чуви́лине — село в Україні, в Новоолександрівській сільській територіальній громаді Дніпровського району Дніпропетровської області. Населення за переписом 2001 року становило 8 осіб.

## Географія і розташування
Село Чувилине розміщене в балці Ісаєва, на відстані 2 км від села Гончарка і за 3 км від села Зелений Гай. У селі бере початок Балка Сувилина.

## Історія
1989 року за переписом тут мешкало приблизно 10 осіб.
До 24 квітня 2003 року село Чувилине підпорядковувалося Солонянській селищній раді Солонянського району.

## Населення

### Мова
Розподіл населення за рідною мовою за даними перепису 2001 року:
| Мова       | Відсоток |
| ---------- | -------- |
| українська | 50%      |
| російська  | 37,5%    |
| білоруська | 12,5%    |